# Sobieszewo (województwo zachodniopomorskie)
Sobieszewo – (niem. Matthishof) wieś w Polsce położona w województwie zachodniopomorskim, w powiecie goleniowskim, w gminie Przybiernów.
W latach 1975–1998 miejscowość administracyjnie należała do województwa szczecińskiego.